# Olga Costa
Olga Costa, geboren als Olga Kostakowsky (* 28. August 1913 in Leipzig; † 28. Juni 1993 in Guanajuato), war eine mexikanische Künstlerin. Als Malerin wird sie zu den Vertreterinnen der Moderne gezählt.

## Biografie
Olga Costa wurde als älteste Tochter des ukrainischen Violinisten und Komponisten Jacobo Kostakowsky (1893–1953) und seiner Frau Ana in Leipzig geboren, nachdem die jüdische Familie, aufgrund antisemitischer Pogrome von Odessa nach Deutschland geflohen war. Ein Jahr nach ihrer Geburt zogen ihre Eltern mit der kleinen Olga nach Berlin, wo sie ihre Kindheit verbrachte.
Im Jahr 1925 siedelten die Eltern mit ihren beiden Töchtern nach Mexiko über, wo sie sich nach ein paar Monaten in Veracruz, in Mexiko-Stadt niederließ. Hier lernte Costa Diego Rivera, Frida Kahlo und Rufino Tamayo kennen und studierte an der Escuela Nacional de Artes Plásticas, wo sie unter anderem Carlos Mérida traf. Nach nur vier Monaten brach sie ihr Kunststudium ab und arbeitete ohne Anleitung autodidaktisch weiter an ihrer Kunst. Costa hatte sich aufgrund von ihrer Faszination für den Muralismo, der durch große, öffentliche Wandmalereien überall vertreten war für das Kunststudium entschieden.
Im Jahr 1935 heiratete sie ihren ehemaligen Mitstudenten José Chávez Morado und ließ ihren Nachnamen von Kostakowsky zu Costa ändern. Die beiden verbrachten die meiste Zeit im Bundesstaat Guanajuato, wo sie mehrere prähispanische Kunststücke sowie Stücke der mexikanischen Kolonial- und Volkskunst sammelten. Gemeinsam mit ihrem Mann gründete sie dann in Mexiko-Stadt die Galería Espiral. 1945 hatte sie in der Galería de Arte Mexicana ihre erste Einzelausstellung und reiste 1946 durch Japan, wodurch ihre späteren Werke stark durch die Techniken und den Stil der asiatischen Kunst beeinflusst sind.

## Werk
Als Künstlerin brach Costa im lange europäisch dominierten Mexiko nicht nur ästhetisch radikal mit dem Kolonialismus, sondern gilt darüber hinaus als eine Bewunderin indigener Kunst und Kultur. Häufig stellt ihre Malerei Personen, Landschaften, Pflanzen oder auch Kunstgegenstände und Kultobjekte dar.

### Themen und Stil
Zu ihren zentralen Themen zählen sowohl die Nähe zu den Menschen als auch die Nähe zur Natur. Dabei wollte sie die Natur vor allem plastisch abbilden. Ob es sich nun um Menschen in ihrer Umgebung, Pflanzen in ihrem Garten oder die Oberflächenstrukturen von Mineralien handelte, Costa beobachtete die Dinge, die sie anschließend bildlich darstellen wollte, stets mit großer Genauigkeit. Anfangs malte sie zahlreiche Porträts, teilweise von Kindern, die stilistisch an die Kunst der indigenen Bevölkerung erinnern. Bei später entstandenen Bildern wie der farbenfrohen Obstverkäuferin (La vendeora de frutas) von 1951  setzte sie sich außerdem mit den sozialen Lebensbedingungen der Menschen in Mexiko auseinander. Weitere Themen von Costas Werk betreffen die kulturelle mexikanischen Identität (Mexicanidad), sowie die feministische Auseinandersetzung mit geschlechtsspezifischen Rollen- und Körperbildern.

### Erste Ausstellung in Europa
Die erste Einzelausstellung ihrer Werke in Europa findet seit dem 1. Dezember 2022, bis zum 26. März 2023 in ihrer Geburtsstadt im Museum der bildenden Künste (MdbK) in Leipzig unter dem Titel Dialoge mit der mexikanischen Moderne statt. Die Ausstellung wurde in eine Kooperation mit den mexikanischen Kunstvereinen Instituto Nacional de Bellas Artes y Literatura und Instituto Estatal de la Cultura de Guanajuato konzipiert. Während die deutsch-mexikanische Malerin in Mexiko als bedeutende Vertreterin der Moderne anerkannt ist, ist sie in Deutschland bislang kaum bekannt. Der amtierende Direktor des MdbK, Stefan Weppelmann, brachte die Idee eine Ausstellung der Werke von Olga Costa durchzuführen bereits mit, als er im Januar 2021 die Leitung des Museums übernahm.